# كيري هولي
كيري هولي (بالإنجليزية: Kerrie Holley)‏ (ولد في 7 سبتمبر عام 1954) مهندس برمجيات أمريكي، و مؤلف، وباحث، ومستشار، ومخترع، وزميل فني أول في شركة أوبتوم التابعة ليونايتد هيلث جروب. هولي زميل متقاعد عمل في شركة آي بي إم. شغل هولي منصب نائب رئيس ومدير التكنولوجيا التنفيذي في شركة سيسكو مسؤولًا عن منصة التحليل والتشغيل الآلي. يُعرف هولي عالميًا لعمله الإبداعي في هندسة البنى والبرمجيات التي تركز على اعتماد خدمات قابلة للتطوير، والحوسبة في العصر المقبل، والبنية الموجهة نحو الخدمات وواجهات برمجة التطبيقات. يركز هولي حاليًا على الذكاء الاصطناعي في مجال الرعاية الصحية مع التركيز على التعلم الآلي والتعلم العميق. يشغل هولي حاليًا منصب عضو مجلس أمناء في جامعة دي بول.

## سيرته

### النشأة والتعليم
ولد هولي عام 1954 وتربى على يد جدته من أمه في الجانب الجنوبي لشيكاغو. رغم أنه لم يسبق له قط أن التقى بأبيه ويعيش في حي يتسم بالفقر ونشاطات العصابات، إلا أن هولي تحدى العوائق الاجتماعية موجّهًا حبّه للرياضيات والعلوم خلال دراساته الأكاديمية. أصبح طالبًا في مركز سو دونكان للأطفال في عام 1961 حيث درس الرياضيات والعلوم. لأنه كان متميزًا في البرنامج، أصبح مُدرسًا في المركز، ليُدرّس في وقت لاحق وزير التعليم السابق في الولايات المتحدة آرن دونكان والممثل مايكل كلارك دونكان. بعد تخرجه من أكاديمية كينوود في عام 1972، واصل هولي دراسته بهدف الحصول على بكالوريوس آداب في الرياضيات من جامعة دي بول في شيكاغو؛ ليتبعها بالحصول على درجة الدكتوراه في القانون عام 1982 من كلية الحقوق بجامعة دي بول. في عام 2016، مُنح هولي درجة الدكتوراه في الآداب الإنسانية من جامعة دي بول، كلية الاتصالات/كلية الحوسبة ووسائل الإعلام الرقمية.

### مسيرته المهنية
انضم هولي إلى شركة آي بي إم في عام 1986 كمهندس نظم استشارية. أصبح في عام 1990 مستشارًا للتحليلات في إطار المجموعة الاستشارية لشركة آي بي إم والتي يطلق عليها اليوم «آي بي إم غلوبال بزنس سيرفيسز». عيّن كبير مسؤولي التكنولوجيا في شركة أبلكيشن إنتغريشن سويت (إيه آي إس) التابعة لآي بي إم غلوبال بزنس سيرفيسز ومركز التميز للهيكلية خدمية التوجه حيث يعمل مع العملاء لإنشاء تطبيقات مرنة تمكن الشركات من الاستجابة للأسواق سريعة التغير. الهيكلية خدمية التوجه أو (إس أو إيه) هي منهجية لتصميم البرامج قائمة على مجموعات منظمة من وحدات البرامج المنفصلة تعرف باسم الخدمات، والتي توفر باجتماعها الوظائف الكاملة لتطبيق برامج كبيرة أو معقدة.
عُين هولي زميلًا في شركة آي بي إم. عُين في عام 2000 عضوًا في آي بي إم ديستنغويشد إنجنير (المهندس المتميز)، وفي العام ذاته، انتُخب لأكاديمية التكنولوجيا التابعة لشركة آي بي إم من أجل إسهاماته المستمرة في تصميم تطبيقات الخدمات المالية عالية الأداء. هولي هو مالك أول نموذج بنية خدمية في المجال ونموذج استحقاق البنية الخدمية، يساعد الشركات على تطوير تطبيقات وبنى أساسية قائمة على الهيكلية خدمية التوجه. دفعت تجربة هولي مع الخدمات الإدراكية والتحليلية في آي بي إم شركة سيسكو إلى طلبه الانضمام إليها، حتى يتسنى لها تطوير برامج التحليل لديها وأتمتة ملفاتها مركزّة على تعلم الآلة والتحليل المتدفق. في عام 2016، شجعه حماس المنافسة على المساهمة في مهمة يونايتد هيلث غروب الهادفة إلى مساعدة الناس على العيش حياة صحية وجعل عمل الرعاية الصحية أفضل على اتخاذ قراره بالانضمام إلى شركة أوبتوم تكنولوجي. في أوبتوم، يركز هولي على تطوير يونايتد هيلث غروب على عدة أصعدة تشمل التعلم الآلي، والتعلم العميق، وإنترنت الأشياء، وعلم الجينوم، وأمن الإنترنت. يقود هولي كلًا من يونايتد هيلث غروب فيلو، وديستنغوشد إنجنير، وبرنامج برينسيبال إنجنير تيكنيكال ليدرشيب كرير.